# Biserica ortodoxă Adormirea Maicii Domnului din Oravița
Biserica „Adormirea Maicii Domnului”  este un lăcaș de cult din Oravița (județul Caraș-Severin), construit între anii 1781-1784. Biserica este înregistrată pe noua listă a monumentelor istorice având cod LMI CS-II-m-B-11168.

## Istoric
Înființarea acestei biserici este strâns legată de istoria orașului care în trecutul îndepărtat a fost sub stăpânire austro-ungară. Primele începuturi ale Oraviței sunt conjugate cu tendințele de dezvoltare a mineritului încă din vremea romanilor, fiindcă subsolul Oraviței era bogat în aur și aramă. Minele de aramă au fost exploatate atât de turci cât și de austrieci. În anul 1717, după victoria prințului Eugen de Savoia, Banatul care din 1522 fusese ocupat de turci, în urma căderii Timișoarei, trece sub stăpânire austriacă. Împăratul Carol al VI-lea și mai târziu fiica sa Maria Terezia au dat privilegii care atrag mineri din toate provinciile Austriei în ținutul montanistic al cărui centru era Oravița. În perioada 1737-1739, în urma războiului cu turcii, prin pacea de la Belgrad, din 1739, Austria pierde Banatul Sârbesc și Banatul Craiovei. De groaza turcilor mulți dintre coloniștii aduși au fugit și intreprinderile industriale au stagnat și s-au dizolvat. Din nou vor fi aduși coloniști, de data aceasta din Oltenia și Muntenia. Existând o oarecare diversificare a muncii, standardul de viață a crescut simțindu-se nevoia unui comerț intens cu care se vor ocupa românii macedoneni care au emigrat în Oravița în 1760-1770. Indusrializarea zonei și creșterea numărului de locuitori, l-a determinat a face comerț aici, pe unul dintre acești coloniști, macedoneanul Hagi Nicolae Dimitrie, din orașul macedonean Castoria. El vine cu inițiativa de a construi această biserică în Oravița Montană.

## Situarea bisericii
Biserica se află în centrul Oraviței Montane, pe strada Simeon Mangiuca, nr. 9. Este așezată pe un teren deluros cu o vegetație bogată. Din curtea bisericii, dar mai ales din cimitirul ce se află mai sus de nivelul ei, se poate vedea panorama orașului din vale.

## Construcția
Construcția a început în anul 1781 și a fost finalizată în anul 1784, pe terenul donat de Hagi Nicolae Dimitrie. Pe lângă terenul donat, el contribuie cu cea mai mare sumă de bani pentru construire.
La început, un număr de 85 de familii au donat suma de 2052 de florini. Au urmat alți donatori din zonă cu suma de 452 de florini. În anul 1784, biserica a fost sfințită și a primit hramul "Adormirea Maicii Domnului". Sfințirea bisericii a fost oficiată de episcopul de Caransebeș și Vârșeț, Vichente Popovici. Este construită din piatră și cărămidă. Acoperișul a fost din cupru din care o parte a fost înlocuită cu tablă zincată, în timpul celui de-al Doilea Război Mondial. Construcția este în formă de navă dreptunghiulară pe care se sprijină cupola bisericii. Pronaosul este despărțit de naos printr-un zid de piatră și cărămidă care susține cafasul (balconul unde cântă  corul într-o biserică). Corpul principal are o lungime de 23 de metri și o lățime de 7 metri. 
| Iconostasul | Interiorul bisericii | Medalion exterior |

Altarul are formă semicirculară și este prevăzut cu două nișe: proscomidierul în stânga și diaconiconul în dreapta. În centrul Sfântului Altar, se află Sfânta Masă, în care se găsesc Sfintele Moaște (nu se știe ale cui sunt). În interiorul bisericii există un candelabru de alamă și cupru care cântărește 800 de kg. A fost donat de U.D.R. (Uzinele și Domeniile Reșița), în anul 1937.
De asemenea pe părțile laterale sunt scaune, iar în mijloc sunt aranjate pe două rânduri. În anul 2000, scaunele vechi au fost înlocuite cu altele noi din lemn de stejar, executate de meșteri lemnari din Maramureș. În pronaos se află  „o lespede dreptunghiulară, imitând marmura roșie, de dimensiunile unui mormânt, sub care probabil este înmormântat Hagi Nicolae Dimitrie. Lespedea însă nu are nici o inscripție”.

## Pictura

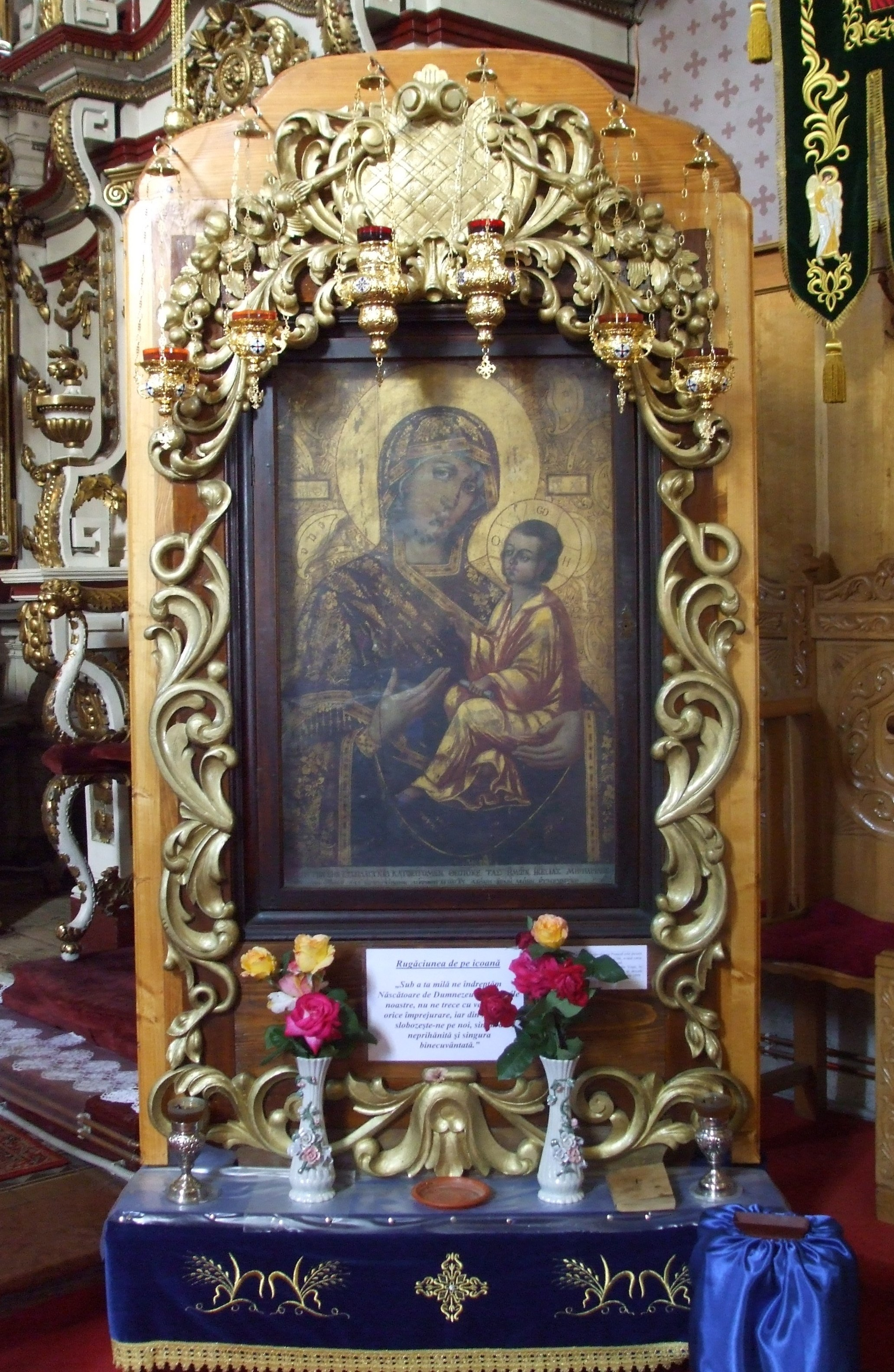
Icoana Maicii Domnului

Pentru pictura bisericii a fost adus renumitul pictor Arsenie Petrovici de la Biserica Albă (în prezent în Banatul Sârbesc). Pictura a fost finalizată abia între anii 1828-1829, deoarece s-au făcut restaurări în timp. Pictorul Arsenie Petrovici a fost ajutat în munca sa de un pictor talentat, foarte tânăr din Oravița, în vârstă de doar 15 ani, pe nume Dimitrie Turcu. În anul 1936 pictura interioară din biserică a fost restaurată de Dr. Ioachim Miloia, arheolog și doctor în istoria artei al Academiei Belle Arte din Roma, care pe atunci era directorul muzeului din Timișoara.
La restaurarea picturilor a fost ajutat de profesorul de pictură Iuliu Podlipny. Catapeteasma care desparte altarul de naos este sculptată din lemn de tei, în stil rococo, într-un format baroc autentic. Autorul acestui iconostas a rămas necunoscut. 
În anul 1936 pictorul Ioachim Miloia restaurează icoanele din biserică și Eugen Spang poleiește cu aur sculpturile de lemn de pe iconostas și cele două tronuri: cel al Maicii Domnului și cel arhieresc. În anii 1988 și 1989 pictura bisericii a fost restaurată  de pictorul autorizat Ion Neagoe din București ajutat de Viorel Țigu și Ion Bădilă din Timișoara.

## Exteriorul bisericii

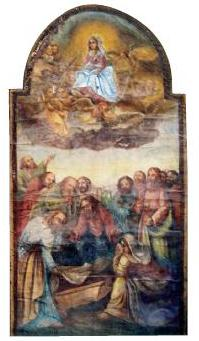
Icoana veche de pe peretele exterior

În exterior, biserica este prevăzută cu ornamente florale, deasupra ușilor și ferestrelor, capiteluri la fiecare stâlp de susținere și scene cu caracter religios pictate pe tablă sau executate în mozaic.
Pe peretele din dreapta, sunt pictate două tablouri ce reprezintă: Mormântul gol al Maicii Domnului și celălalt pe Împărații Constantin și Elena. Pe peretele din spate este pictată Sfânta Treime. 
Pe peretele din stânga sunt aceleași tablouri ca cele de pe peretele din dreapta, cu deosebirea că sunt realizate în mozaic cu sticlă de Murano. Pe acest perete se află și un medalion executat tot în mozaic cu sticlă de Murano reprezentând pe Maica Domnului. Pe același perete din stânga stă rezemată, lângă ușa de intrare a bărbaților în biserică, în partea stângă a acesteia, crucea ctitorului Hagi, Nicolae, Dimitrie a cărei inscripție grecească și cu litere grecești a fost descifrată și tradusă de Nicolae Iorga, la data de 28 august 1939, când a fost la Oravița. 
Biserica are un ceas de turlă de biserici, executat la Ulm (în Germania), care bate sferturile de oră, jumătățile de oră și orele.
În decursul anilor, exteriorul bisericii a fost renovat de mai multe ori. Ultima dată biserica a fost renovată în anul 1996 și zugrăvită în anul 2009.

## Capela

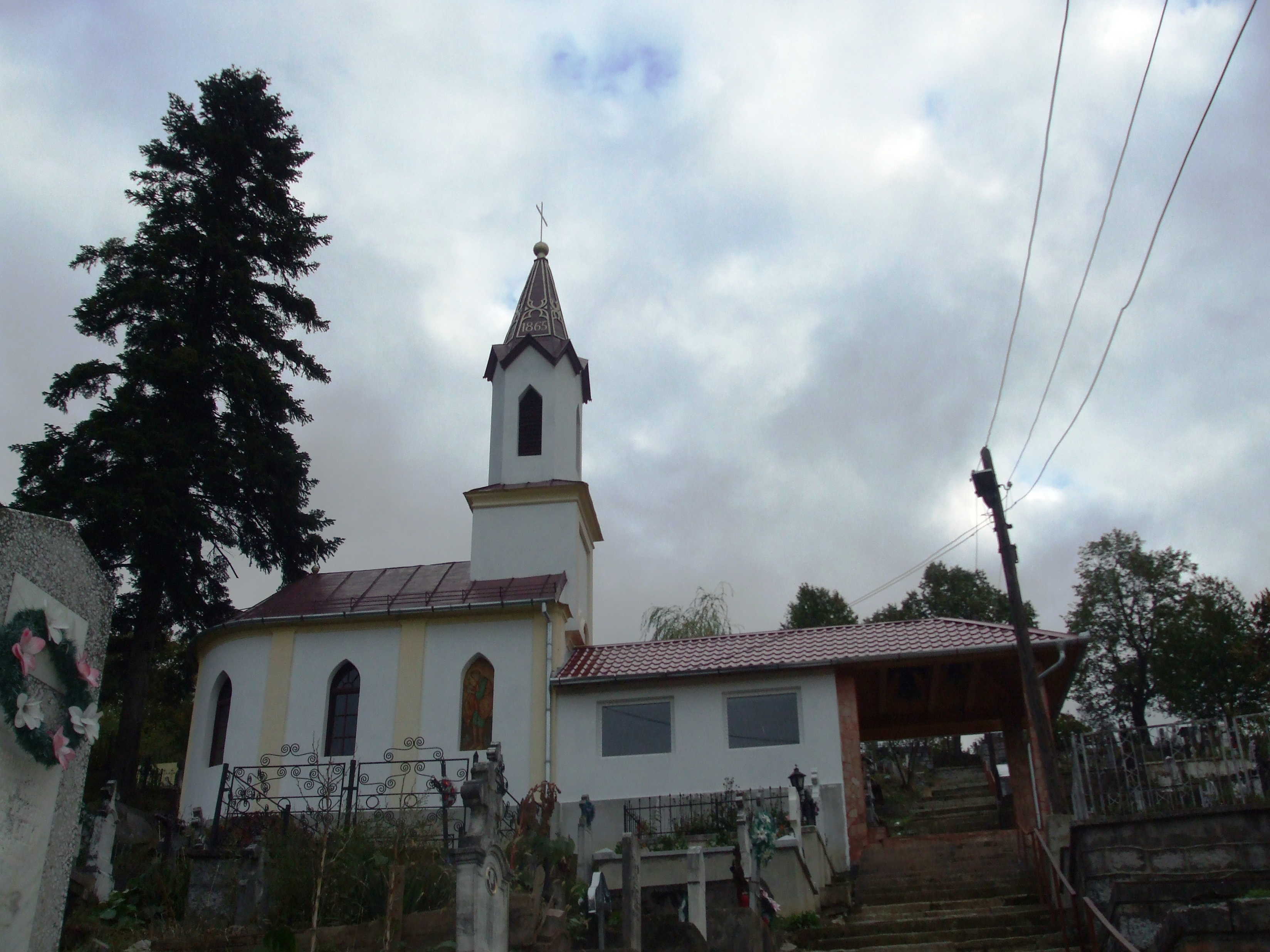
Capela nouă

Capela străjuiește cimitirul care se întinde pe dealul la poalele căruia este așezată biserica. Această capelă își are istoria ei; astfel în secolul al XIX-lea a fost cripta familiei Miletici, după cum indică inscripția de la intrare: ...ridicată de Gabriel Miletici spre aducere aminte de repausațiloru sei părinți și pentru următorii din familia sa, în anul 1865. Deasupra acestei inscripții apar numele fiicei lui Simeon, Cornneliu Corneanu născută Mangica (1871-1944) și al soțului ei, Dr. Petru Corneanu (1864-1954). În stânga ușii, sunt scrise numele mamei Sanfira Mileticiu (1785-1862), Anna, Antanea, consoarta lui Gabriel Mileticiu (1814-1850) și Natalia Mileticiu (1838-1843). 
În dreapta ușii apare numele tatălui, anume Sretco Mileticiu(1776-1824). Nu este scris nicăieri numele lui Gabriel Miletici, despre care părintele paroh, Ion Găvădină, consideră că nu poate fi înmormântat decât aici.

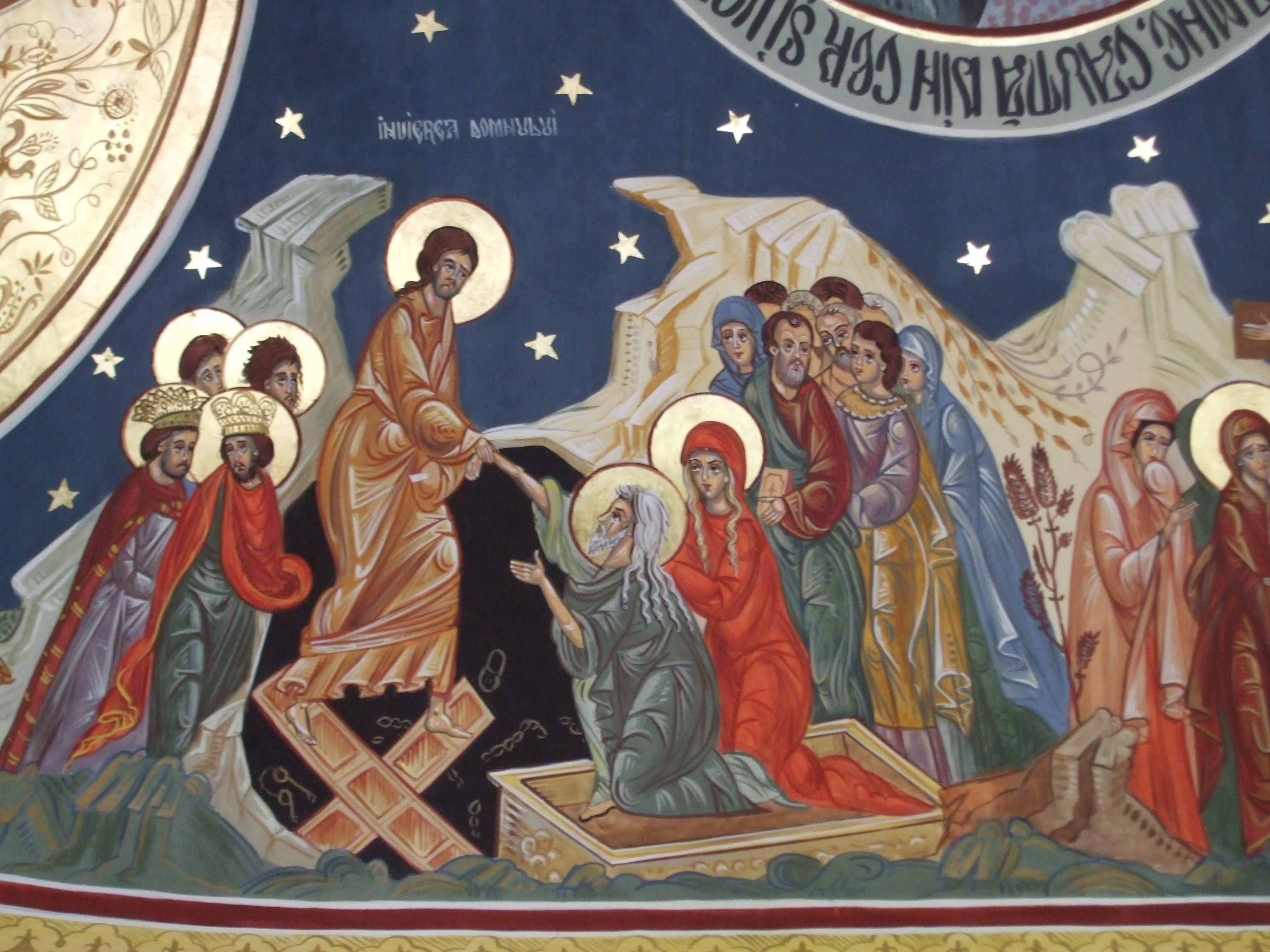
Învierea Domnului (scenă interior capelă)

În această capelă datorită scopului cu care a fost construită la început, și-au găsit locul de veci oameni de seamă ale căror nume sunt incluse în istoria bisericii și a orașului Oravița. Pe lângă cei amintiți, se numără și alții, chiar dacă nu au fost înmormântați la capelă, ci în cimitirul de alături, printre care: academicianul Simeon Mangiuca, pictorii Dimitrie Turcu și Nicolae Hașca, renumitul doctor, Fometescu, Sim. Sam. Moldovan, Alexandra, mătușa lui Andrei Șaguna. "Privind mausoleul familiei Miletici,te întrebi ce motive, orgolii l-au determinat pe Mangiuca să-și aleagă alt loc de veci?". Un caz excepțional este cel al ctitorului bisericii Hagi Nicole Dimitrevici, uneori Dumitrovici, cum se sârbizează numele, care s-a născut în anul 1730 și a decedat în anul 1802, așa cum se precizează cu chirilice în Protocolul din 26 ianuarie 1802: "Au repousat robu lui Dumnăzeu, Hagi Nicolae Dumitrovici, lăcuitori Oreviți care au viețuit 72 ani  mai nainte fiind ispovăduit și cuminăcat și în bisărica muerească îngropat prin mină Petru Iorgovici parohu și prtoprez al Oreviți".
Cele consemnate de parohul Petru Iorgovici fac să dispară probabilitatea și să confirme că ctitorul a fost înmormântat în pronaosul bisericii, chiar dacă "lespedea dreptunghiulară imitând marmora roșie, de dimensiunea unui mormânt", despre care s-a amintit, nu are nicio inscripție. A fost înmormântat în interiorul bisericii, în parte muierească, așa cum și-a manifestat dorința testamentară, pentru "a fi călcat în picioare de toată lumea pentru păcatele cele multe"..

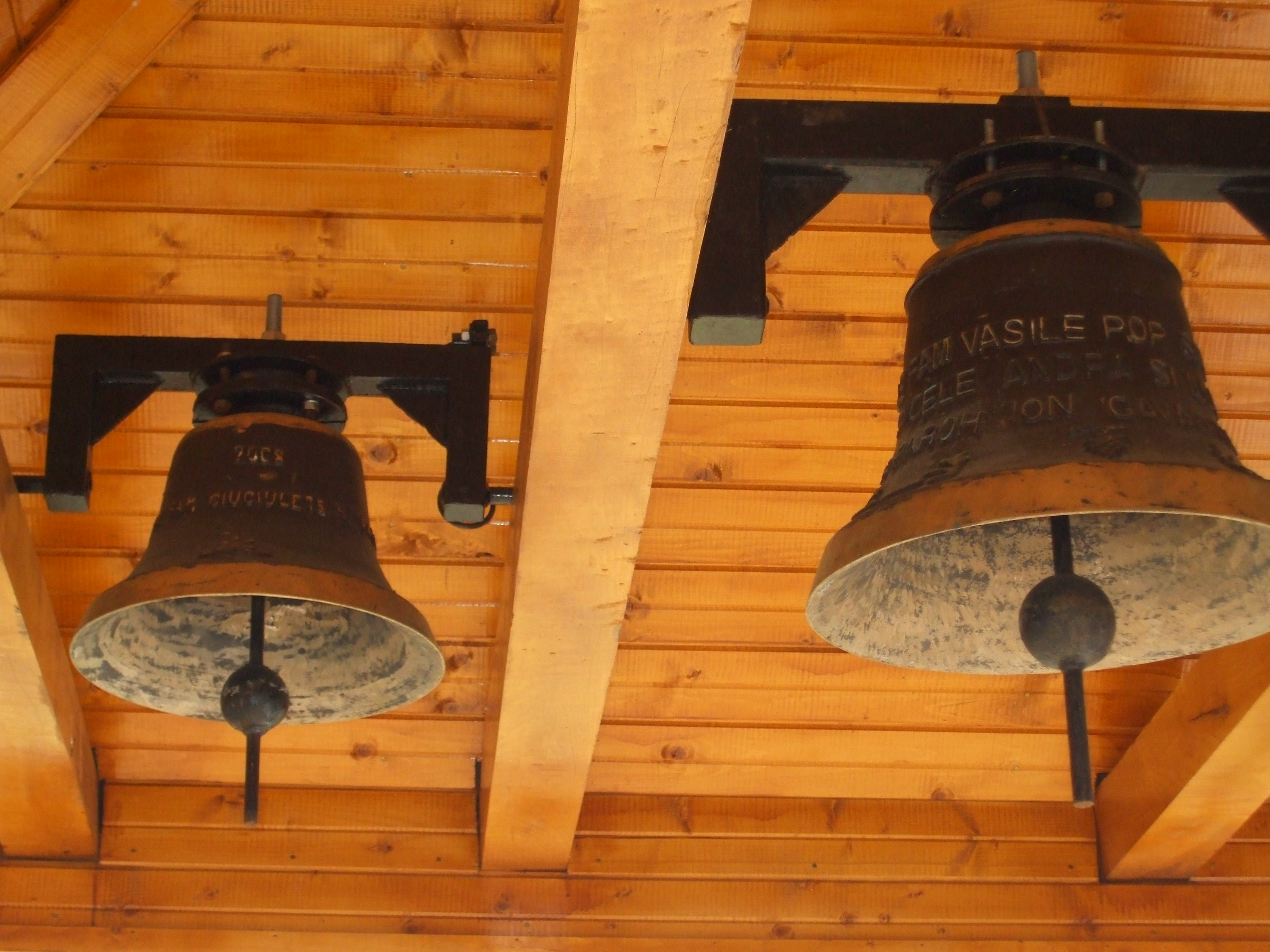
Clopotele capelei

Cu ajutorul locuitorilor din această parohie a Oraviței Montane, grupați acum în 700 de familii, față de cele 85 de familii din 1781-1784, când biserica a luat ființă, s-au demarat lucrările de reparații și renovare a capelei, începând cu anul 2009. S-a extins spațiul cu 5 m creându-se astfel camera pentru decedații care sunt așezați aici, până la momentul înmormântării lor în cimitir. În față s-a construit un cerdac pentru cele trei clopote: două executate la Baia Mare, iar cel de al treilea cumpărat din Grecia. Iconostasul este făcut din lemn de cireș, identic cu cel de la Fundația "Emil Gojdiu" din Budapesta. Pictura a fost executată în anii 2010-2011, de către pictorița Rita Aldea. Capela și-a păstrat hramul pe care l-a avut la început: Nașterea Sfântului Ioan Botezătorul"...cum urci în cimitir pe stânga, se arată cripta familiei Miletici, în fapt o capelă cu hramul "nascerii" (scrierea cuvântului conform graiului bănățean) Sfântului Ioan Botezătorul". După terminarea lucrărilor de renovare, capela a fost dată în folosință în 27 decembrie 2011.

## Corul bisericii
Acest cor a trecut în timp prin mai multe etape ce i-au marcat activitatea. Nucleul formării sale îl constituie grupul coral bărbătesc înființat în anul 1784. Se dezvoltă odată cu înființarea "Asociației Române de Muzică și Cânt" ce apare în 1872, care are ca președinte pe Iosif Novac. 

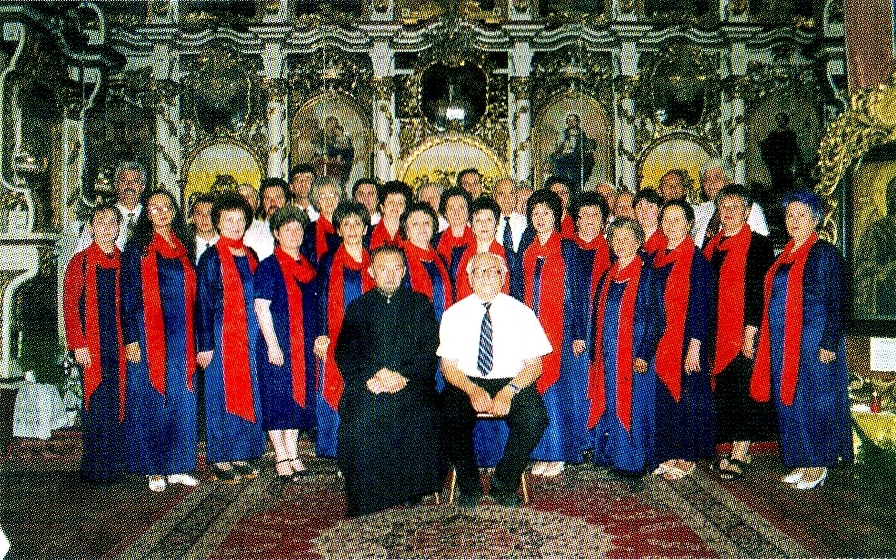
Corul bisericii în fața iconostasului, în anul 2001; în mijloc preotul Ion Găvădină și dirijorul Nicolae Chirilă

În 1877, la teatrul din localitate, corul avându-l dirijor pe profesorul Karol Karras a susținut concerte religioase, iar în data de 7 ianuarie 1889, a prezentat în premieră opera Crai Nou de Ciprian Porumbescu. În 1930, corul se reactivează prin contribuția dirijorilor săi: dr. Ion Fira și prof. Vasile Vărădeanu.
Începând cu anul 1993, corul devine mixt fiind dirijat de profesoara Melania Buzea. Mai târziu, în 1999, corul este preluat de profesorul Nicolae Chirilă care are meritul de a-l fi perfecționat. În perioada 2000-2002, corul realizează două albume: "Rugăciunea inimii" și ultimul C.D. "Colinde și cântece bisericești". Pe lângă acestea, se remarcă prin participarea sa la diferite activități și simpozioane organizate în mai multe locuri din țară, printre care: Mănăstirea Neamț, Timișoara, Cluj Napoca, Reșița, Caransebeș, Oravița, etc. În prezent este dirijat de învățătoarea Mirela Dragoș.

## In memoriam
Drept recunoaștere a importanței ctitorului Hagi, Nicolae Dimitrie, factorul de bază al existenței bisericii, locuitorii Oraviței Montane în frunte cu preotul Ion Găvădină, i-au ridicat bustul în grădina acestui locaș de cult, spre aducere aminte.

## Galeria de imagini

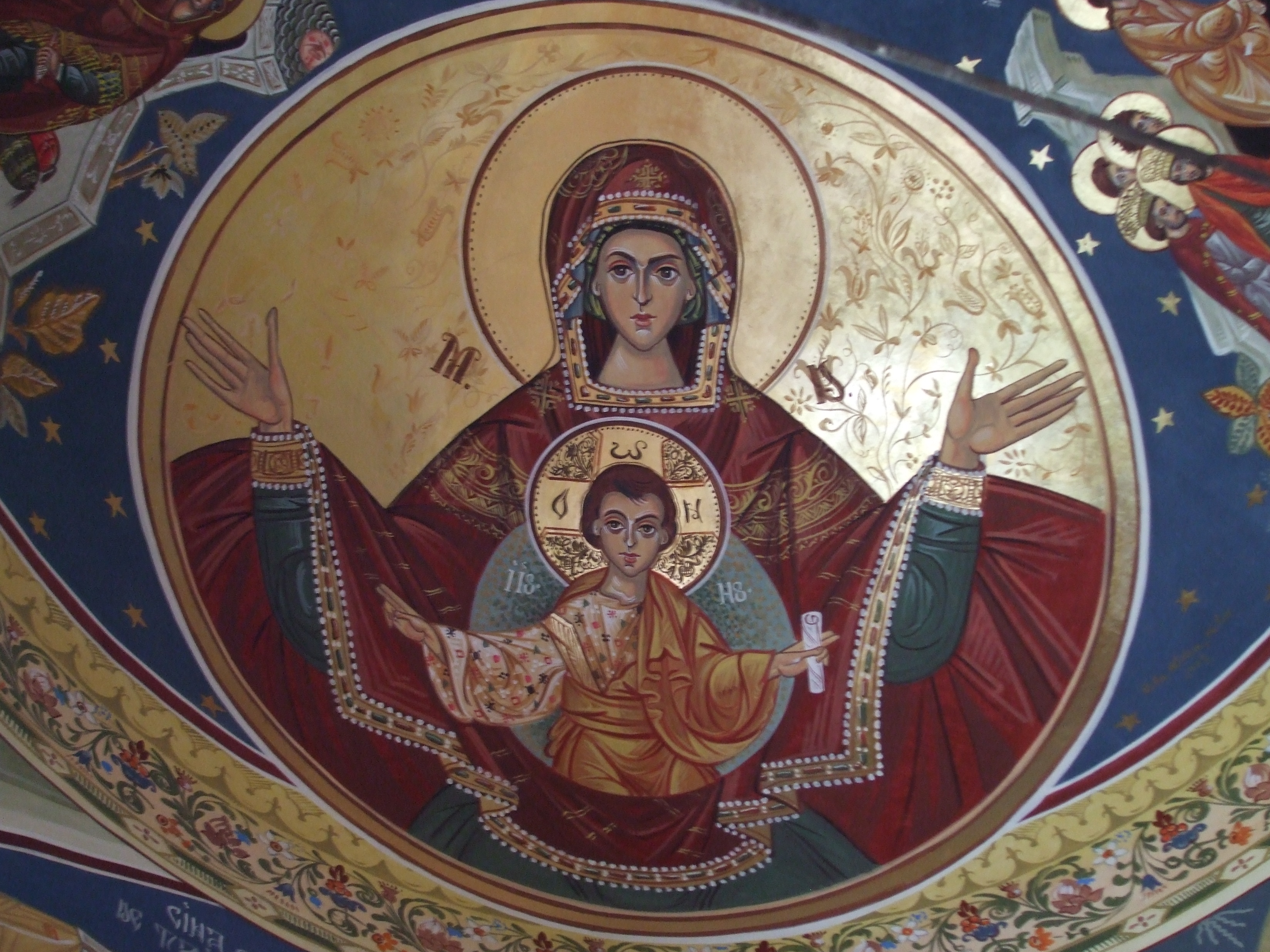
Pictură tavan
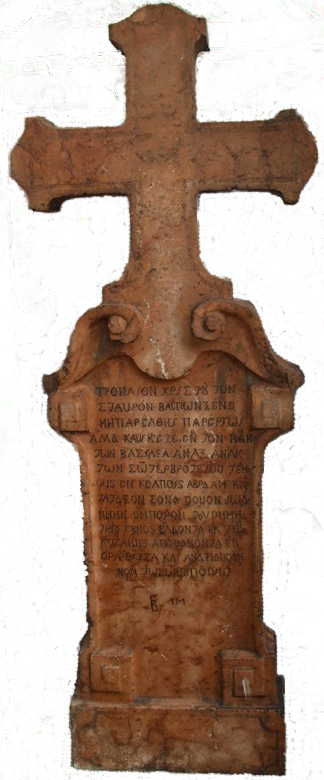
Crucea ctitorului
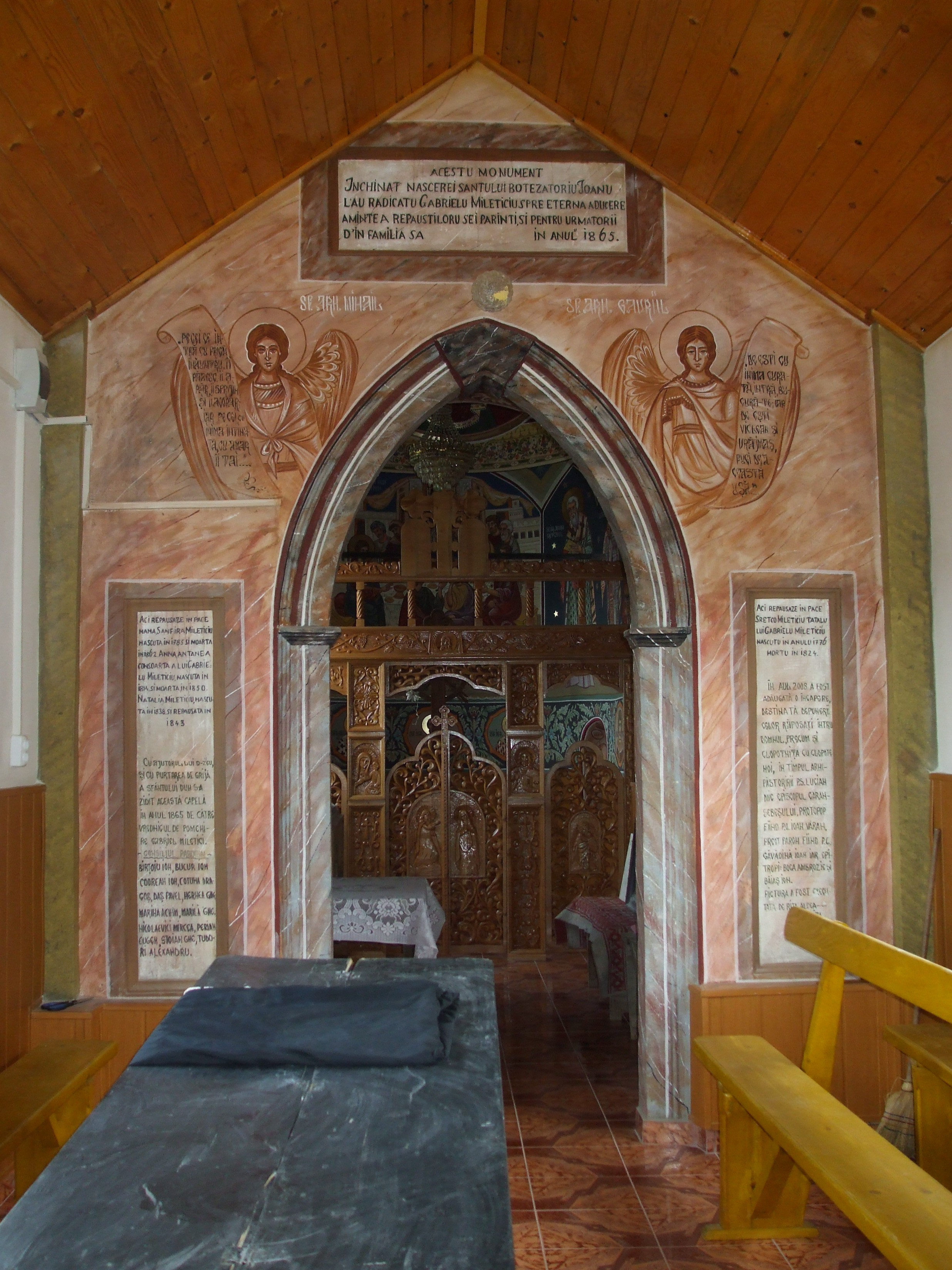
Camera care adăpostește decedații
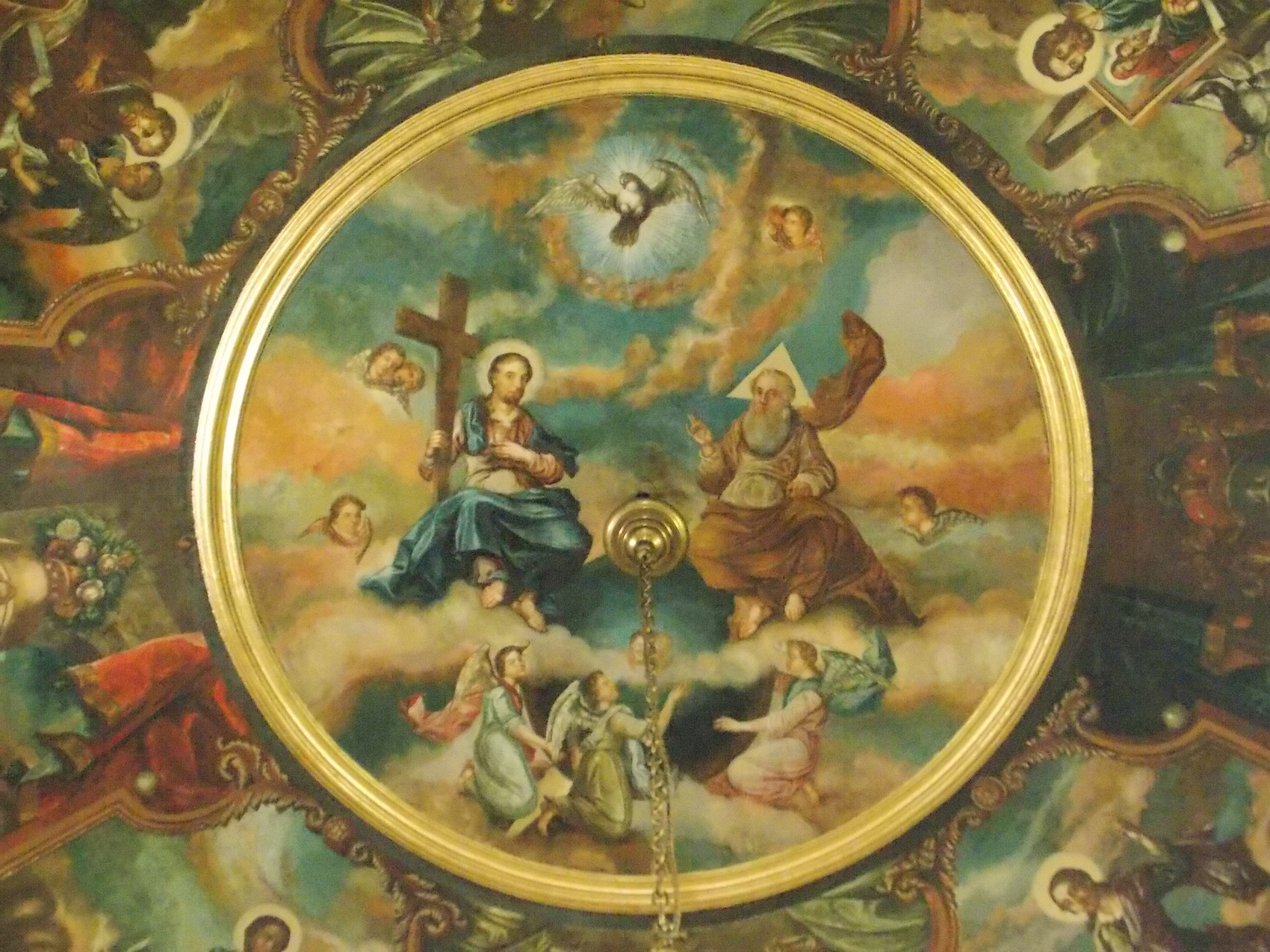
Pictură interioară
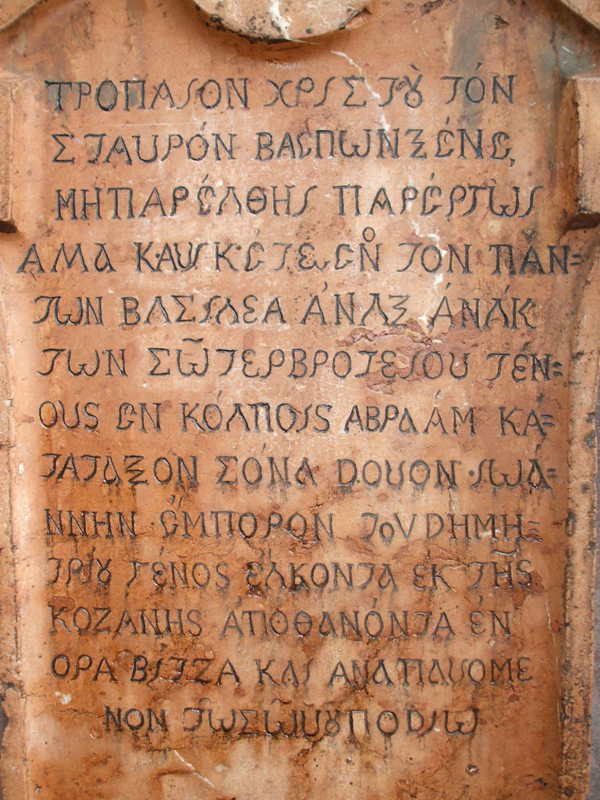
Inscripția de pe crucea ctitorului
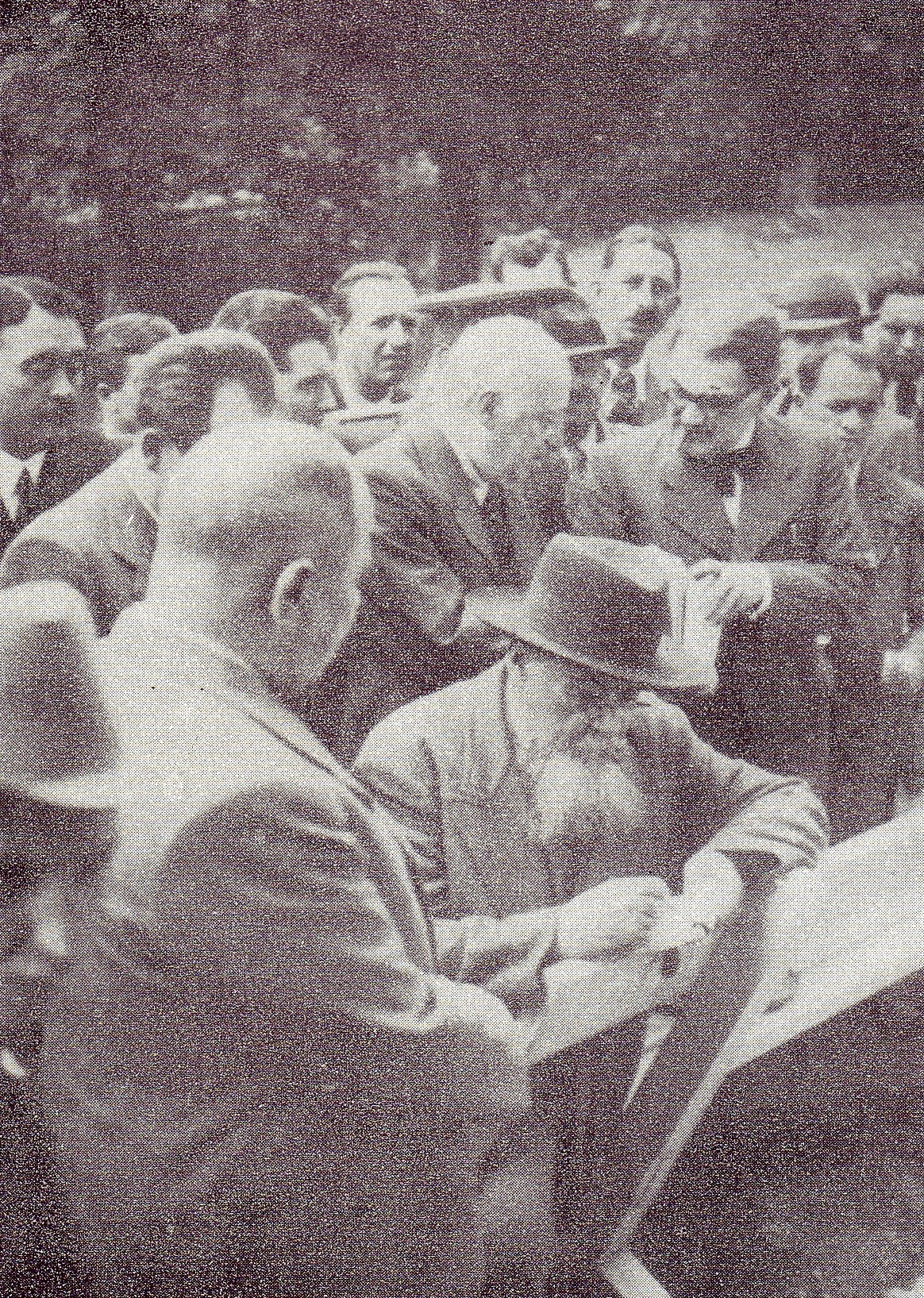
N. Iorga la Oravița în 28 august 1939
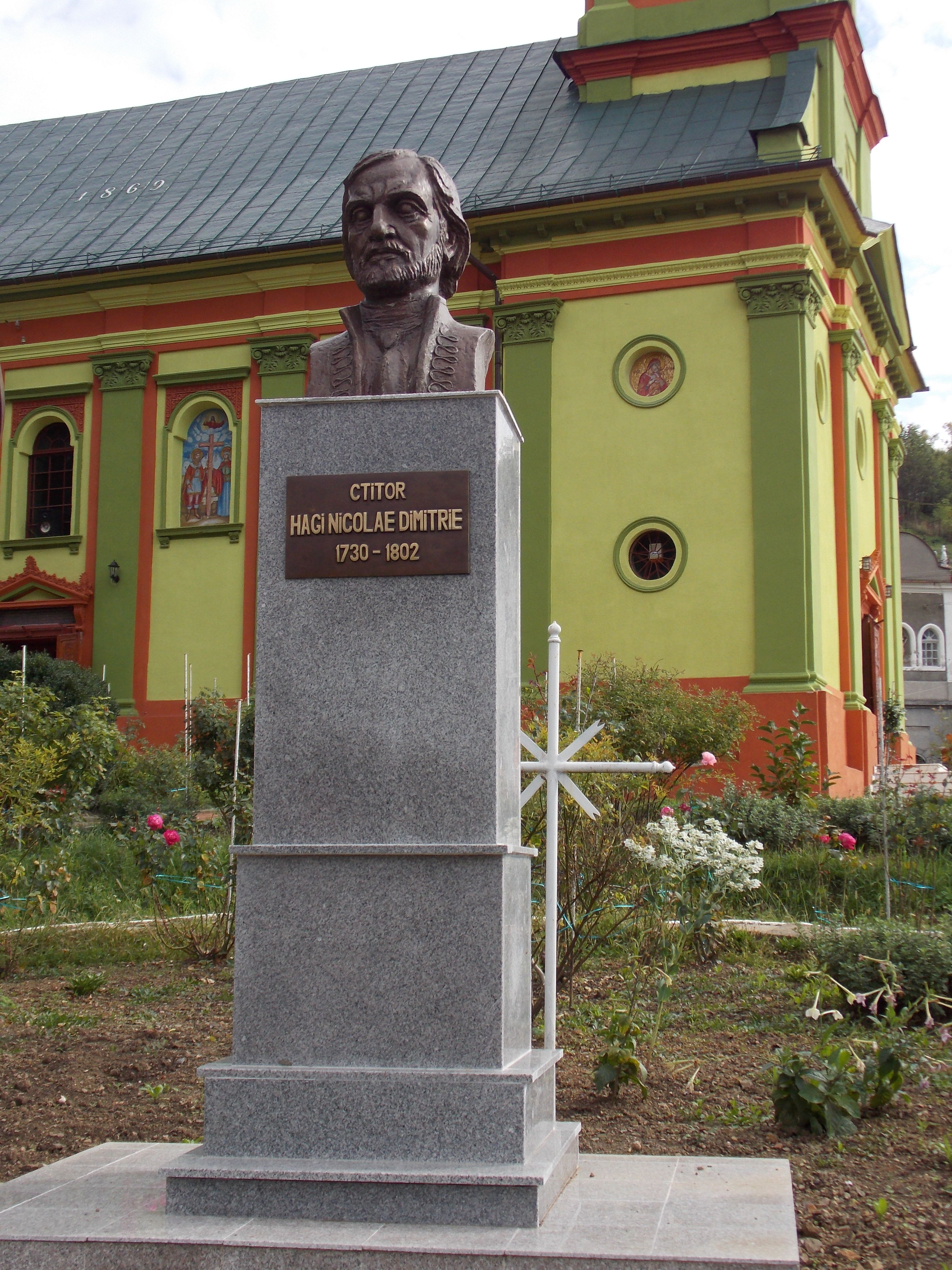
Bustul ctitorului bisericii - Hagi Nicolae Dimitrie